# Fernando Velázquez (obispo)
Fernando Velázquez (Cuéllar, ? - Roma, 20 de enero de 1277) fue un religioso español que llegó a ser obispo de Segovia desde el año 1265 hasta 1277.
Nació en Cuéllar, villa de la provincia de Segovia, en fecha desconocida. Fue primeramente canónigo de la diócesis de Segovia y maestrescuela de Toledo.
El 26 de enero de 1265 fue elegido obispo de Segovia, como sucesor del obispo Martín, fallecido en 1264. Asistió a las Cortes de Burgos de 1269, y fue nombrado, en unión de Domingo Pascual, arzobispo de Toledo, Fernando, obispo de Palencia y los infantes Fernando de la Cerda y Manuel de Castilla para resolver las contiendas que perturbaban el reino de Castilla.
Finalmente fue enviado por Alfonso X el Sabio como su embajador en Fráncfort para que ganase el favor de los electores en sus pretensiones al Sacro Imperio Romano Germánico. Una vez finalizada su tarea sin obtener resultados, trasladó su residencia a Roma, donde falleció el 20 de enero de 1277, siendo sepultado en la ciudad.